# Križ (gmina Komenda)
Križ – wieś w Słowenii, w gminie Komenda. W 2018 roku liczyła 533 mieszkańców.